# René van Vooren
René van Vooren, pseudoniem van René André Sleeswijk (Amsterdam, 21 april 1931 – Blaricum, 19 november 1998) was een Nederlands acteur, komiek en producent. Hij maakte vooral naam als 'aangever' van het komische duo De Mounties.
Van Vooren werd geboren als zoon van de theaterproducent René Sleeswijk. Om verwarring te voorkomen gebruikte hij het pseudoniem René van Vooren. In de jaren 50 werkte Van Vooren met onder anderen Tom Manders. In die periode kwamen ook een paar boekwerkjes, getiteld: Applaus - nr 1852 en Schetsen uit het repertoire van René van Vooren - nr 1853, van hem uit bij Jongeneel - Gouda. In 1960 kwam de single "Ik zing / Kippenlied" op Omega 9 35 276 uit.
In 1966 volgde Van Vooren bij De Mounties Fred Plevier op na diens dood. Hoewel Piet Bambergen en Van Vooren privé geen vrienden waren, vormden zij op het toneel een uiterst succesvol duo. 
Na de dood van Bambergen in 1996 werkte Van Vooren bij Joop van den Ende Producties als creative producer. Hij was er onder meer betrokken bij de André van Duin-shows. In 1990 nam Van Vooren tijdelijk de rol van aangever over in de Andre van Duin revue, toen Van Duins vaste aangever Frans van Dusschoten ziek was.
In 1998 overleed Van Vooren op 67-jarige leeftijd aan de gevolgen van kanker.

## Toneel
- Drie in de pan  met Piet Bambergen, Joke Bruijs, Arnie Breeveld
- Er is er één jarig  met Piet Bambergen, Sylvia de Leur, Diana Dobbelman, Guikje Roethof
- Lief zijn voor elkaar met Piet Bambergen, Joop Doderer, Monique Smal, Jaap Stobbe, Brûni Heinke, Maya Woolfe
- Dikke vrienden (1983) met Piet Bambergen, Elsa Lioni, Joop Doderer, Brûni Heinke, Paul van Gorcum